# 프랑수아 1세 드 로렌

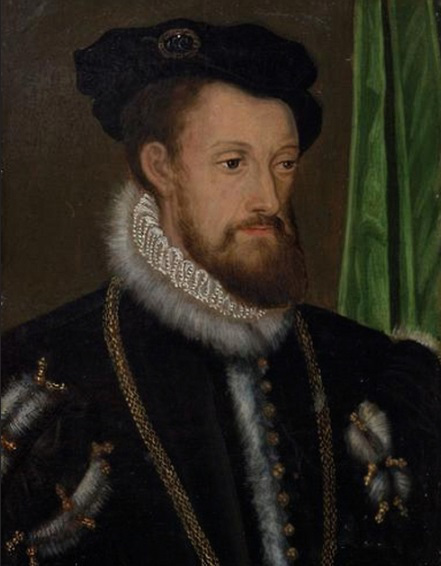

로렌・바르 공작 프랑수아 1세(François Ier, duc de Lorraine et de Bar,)는 1544년부터 1545년까지 363일 동안 로렌・바르 공작이었다. 그는 로렌・바르 공작 앙투안과 르네 드 부르봉몽팡시예의 아들로 1517년 8월 23일 낭시에서 태어나 1545년 6월 12일 르미르몽에서 사망하였다.